# 魏莉莎
伊丽莎白·维克曼-沃尔扎克，中文名魏莉莎（Elizabeth Wichmann-Walczak，1951年－）英语京剧开创者，戏剧学家。喜爱中国文化艺术，致力国际文化交流。1979年至1981年在南京大学留学，专攻京剧艺术，并拜梅派名旦沈小梅为师。1980年，在南京演出《贵妃醉酒》，因扮相俊美、唱腔圆润，被人称为洋贵妃。将英文京剧表演搬上西方舞台，开风气之先。美国夏威夷大学戏剧系教授、亚洲戏剧部主任。她以研究京剧音乐的论文获得了夏威夷大学哲学博士。
曾翻译编导《凤还巢》、《玉堂春》、《沙家浜》、《四郎探母》、《秦香莲》、《铡美案》、《杨门女将》等全本英语京剧。